# Les Fosses
Les Fosses é uma comuna francesa na região administrativa da Nova Aquitânia, no departamento de Deux-Sèvres. Estende-se por uma área de 12,04 km². Em 2010 a comuna tinha 454 habitantes (densidade: 37,7 hab./km²).